# Opcja z odstępem
Opcja z odstępem (ang. gap options) należy do grupy opcji egzotycznych. Powstaje ona w drodze modyfikacji funkcji wartości końcowej opcji standardowych poprzez wprowadzenie tzw. parametru odstępu (ang. gap parameter). Jeśli opcja z odstępem wygasa in-the-money, wartość wypłaty należnej nabywcy opcji otrzymujemy dodając parametr odstępu do wartości wypłaty z opcji standardowej. Ponieważ parametr odstępu może przyjmować wartości dodatnie lub ujemne, wypłata z opcji z odstępem może być wyższa lub niższa od wypłaty z opcji standardowej.